# Hédouville
 Hédouville  es una población y comuna francesa, en la región de Isla de Francia, departamento de Valle del Oise, en el distrito de Pontoise y cantón de La Vallée-du-Sausseron.

## Demografía
| 171 | 172 | 164 | 196 | 283 | 283 |
| Para los censos de 1962 a 1999 la población legal corresponde a la población sin duplicidades (Fuente: INSEE [Consultar]) |     |     |     |     |     |